# Elisabetta Barbato
Elisabetta Barbato (Barletta, 11 settembre 1921 – Roma, 1º febbraio 2014) è stata un soprano italiano.

## Biografia
Studiò presso Maria Aguccini a Bologna e Luigi Ricci a Roma, debuttando nel 1944 al Teatro dell'Opera di Roma come Garsenda in   Francesca da Rimini.
Nell'aprile 1948 cantò per la prima volta alla Scala in Un ballo in maschera e nel novembre '49 al Metropolitan in Tosca. All'estero ebbe notorietà in particolare in Germania e Brasile.
Fu attiva sulle scene fino agli anni sessanta.

## Cronologia
- aprile 1948 - Teatro alla Scala - Un ballo in maschera - con Gianni Poggi, Enzo Mascherini
- 22 marzo 1949 - Teatro alla Scala - Il matrimonio segreto
- 20 settembre 1949 - San Francisco - Tosca - con Jussi Björling, Lawrence Tibbett
- 28 novembre 1949 - Teatro Metropolitan - Tosca - con Jussi Bjorling, Alexander Sved
- 20 aprile 1950 - Teatro dell'Opera di Roma - Aida - con Mario Filippeschi, Giulietta Simionato, Paolo Silveri, Boris Christoff
- 16 agosto 1951 - Rio de Janeiro - La forza del destino - con Beniamino Gigli, Enzo Mascherini, Giulio Neri
- 31 agosto 1951 - Rio de Janeiro - Manon Lescaut - con Beniamino Gigli
- 12 gennaio 1953 - Torino - Adriana Lecouvreur
- 28 luglio 1962 - Arena del Tempio Malatestiano Rimini - Cavalleria rusticana

## Repertorio parziale
- Béla Bartók
  - Il castello di Barbablù (Judith)
- Vincenzo Bellini
  - Norma (Adalgisa)
- Arrigo Boito
  - Mefistofele (Margherita)
- Aleksandr Porfir'evič Borodin
  - Il principe Igor' (Jaroslavna)
- Gustave Charpentier
  - Louise (Louise)
- Francesco Cilea
  - Adriana Lecouvreur (Adriana Lecouvreur)
- Umberto Giordano
  - Andrea Chénier (Maddalena di Coigny)
  - La cena delle beffe (Ginevra)
- Antônio Carlos Gomes
  - Lo schiavo (Ilàra)
- Charles Gounod
  - Faust (Siebel)
- Pietro Mascagni
  - Cavalleria rusticana (Santuzza)
  - Iris (Iris)
  - Il piccolo Marat (Mariella)
- Wolfgang Amadeus Mozart
  - Don Giovanni (Donna Elvira)
- Francis Poulenc
  - I dialoghi delle Carmelitane (Madame Lidoine)
- Sergej Sergeevič Prokof'ev
  - Il giocatore (Polina)
- Giacomo Puccini
  - Manon Lescaut (Manon Lescaut)
  - Tosca (Floria Tosca)
  - Madama Butterfly (Cio-Cio-San)
  - La fanciulla del West (Minnie)
- Lodovico Rocca
  - Il Dibuk (Gitel)
- Giuseppe Verdi
  - Il trovatore (Leonora)
  - Un ballo in maschera (Amelia)
  - La forza del destino (Donna Leonora di Vargas)
  - Don Carlo (Elisabetta di Valois)
  - Aida (Aida)
  - Otello (Desdemona)
- Riccardo Zandonai
  - Conchita (Conchita)
  - Francesca da Rimini (Garsenda)
  - Giulietta e Romeo (Giulietta Capuleti)

## Discografia
- La forza del destino (selez.), con Beniamino Gigli, Enzo Mascherini, Giulio Neri, dir. Antonino Votto - dal vivo Rio de Janeiro 1951 ed. HRE/SRO
- Manon Lescaut (selez.), con Beniamino Gigli, Silvio Vieira, dir. Antonino Votto - dal vivo Rio de Janeiro 1951 ed. UORC/MDP
- Concerti Martini & Rossi: dal vivo con Boris Christoff 1953 ed. Cetra